# Besatzungskosten
Besatzungskosten sind die finanziellen Aufwendungen, die aus der Stationierung von Besatzungstruppen in einem besetzten Staatsgebiet entstehen. Nach der Haager Landkriegsordnung, die unter anderem den Umgang mit besetzten Gebieten regelt, darf eine Besatzungsmacht in dem besetzten Gebiet Abgaben zur Deckung der Kosten für Besatzungstruppen und Verwaltung erheben. Diese Kosten können direkt aus dem besetzten Gebiet eingezogen oder auch nachträglich in Rechnung gestellt werden.

## Erster Weltkrieg
Nach dem Ersten Weltkrieg hatte Deutschland die Besatzungskosten der alliierten Siegermächte zu tragen. 1922 legten die alliierten Staaten in Paris die Höhe der vom Deutschen Reich zu leistenden Besatzungskosten für die in den westlichen Grenzgebieten stationierten alliierten Streitkräfte fest. Rückwirkend ab dem 1. Mai 1921 wurden die Besatzungskosten in Höhe von 350 Millionen Goldmark aus den deutschen Sachleistungen gedeckt. Ab Mai 1922 waren jährlich 220 Millionen Goldmark an Besatzungskosten zu zahlen.

## Zweiter Weltkrieg
Auch im Zweiten Weltkrieg wurden den besetzten Ländern die Kosten der Besatzung aufgebürdet, was durch die teils jahrelange Besatzungszeit zu enormen Kosten führte. In den von der Wehrmacht besetzten Gebieten wurden die Besatzungskosten oft willkürlich angesetzt und überstiegen den tatsächlichen Bedarf der Besatzungstruppen. Im relativ bevölkerungsarmen Norwegen beispielsweise hatten die Staatseinnahmen im letzten Friedenshaushalt 610 Mio. Norwegische Kronen betragen. Der jährliche Geldbedarf der deutschen Besatzung ging über das Dreifache dieses Betrages hinaus und summierte sich bis Kriegsende auf 11 Milliarden NOK. Insgesamt wurden während des Krieges in den von Deutschland besetzten Ländern 84 Milliarden Reichsmark Besatzungskosten eingetrieben. Das entsprach über einem Drittel der gesamten öffentlichen Einnahmen von 230 Mrd. Reichsmark, die im Deutschen Reich selbst aus Steuern, Zöllen usw. während des ganzen Krieges erhoben wurden.

## Besatzungskosten Deutschlands nach dem Zweiten Weltkrieg
Die Besatzungskosten, die die Alliierten in Deutschland nach dem Zweiten Weltkrieg erhoben, waren je nach Besatzungszone unterschiedlich. In der sowjetischen Zone verschlangen die Besatzungskosten noch im Jahr 1946 ca. 49 % des Bruttosozialprodukts. Auch nach Gründung der DDR (7. Oktober 1949) betrugen sie bis 1953 noch 13 % und wurden dann auf maximal 5 % abgesenkt.
Im Grundgesetz ist geregelt, dass die Besatzungskosten der westdeutschen Besatzungszonen und die Kriegsfolgelasten, die bisher von den Ländern getragen worden waren, nach Gründung der Bundesrepublik Deutschland vom Bund übernommen werden (Art. 120 GG).
In der frühen Bundesrepublik gab es öffentliche Kritik an den Besatzungskosten. So berichtete die Illustrierte Stern Ende 1950 über die Verschwendung von Besatzungsgeldern (also Geldern, die aus deutschen Steuereinnahmen stammten). Die Zeitschrift durfte daraufhin eine Woche lang nicht erscheinen. 1950 betrugen die von der Staatskasse der jungen Bundesrepublik zu zahlenden Besatzungskosten bereits rund 4,5 Milliarden DM, was damals einer Belastung von jährlich 95,46 DM pro Kopf der westdeutschen Bevölkerung entsprach. Mit dem Inkrafttreten des Deutschlandvertrages am 5. Mai 1955 wurde die Besatzung beendet und die Bundesrepublik weitgehend souverän. Damit entfielen auch die Besatzungskosten. 

## Kosten für die Stationierung von NATO-Truppen
Besatzungskosten gibt es in der Bundesrepublik Deutschland seit dem Ende der alliierten Besatzung 1955 nicht mehr. Es fallen jedoch Kosten für die vertraglich vereinbarte Stationierung von verbündeten Truppen zum Schutz des NATO-Gebiets an. Da sich unter diesen auch ehemalige Besatzungsmächte befinden, werden diese Aufwendungen gelegentlich mit Besatzungskosten im eigentlichen Sinne verwechselt.
Gleichzeitig wurde die Bundesrepublik Mitglied der NATO, konnte aber noch kaum mit eigenen Truppen zu diesem Militärbündnis beitragen, da die Bundeswehr noch im Aufbau war. Stattdessen leistete die Bundesrepublik vorerst finanzielle Beiträge zur NATO, die in Westdeutschland Truppen gegen den Warschauer Pakt stationierte. Ein aus der Besatzungszeit überkommenes Anspruchsdenken („Besatzermentalität“) der ehemaligen Besatzungsmächte, insbesondere der Streitkräfte der Vereinigten Staaten, trug dazu bei, dass sich die schrittweise Reduzierung des deutschen Finanzbeitrags zur NATO bis ans Ende der 1950er Jahre hinzog. Die späteren „Beiträge zu den Kosten der Stationierung alliierter Truppen in der Bundesrepublik“ oder „Maßnahmen der gegenseitigen Hilfe“ nach Art. 3 des Nordatlantikpakts waren juristisch wie auch von der Größenordnung her nicht mehr mit Besatzungskosten vergleichbar. Die US Army erhielt von der Bundesrepublik Deutschland sodann 300 Millionen US$ im Jahr. Diese nominal gleichbleibende Summe verlor durch Inflation aber an Wert: in Deutschland stieg der Verbraucherpreise von 100 (1950) auf 108 (1954), 113 (1956) bzw. 122 (1960); in den Vereinigten Staaten waren die Zahlen recht ähnlich (1960 = 127).
2013 wurden im Bundeshaushaltsplan für Lasten im Zusammenhang mit dem Aufenthalt bzw. Abzug von ausländischen Streitkräften noch 56,1 Mio. Euro ausgewiesen. Nach dem Ende des Kalten Krieges sind darunter kaum noch Zahlungen an die stationierten Truppen. Baumaßnahmen, Personal und den laufenden Betrieb an den ihnen überlassenen Standorten tragen die Entsendestaaten selbst. Bei den Kosten für die Bundesrepublik handelt es sich im Wesentlichen um Überbrückungsbeihilfen für ehemalige Zivilmitarbeiter und die Regulierung von Schäden wie etwa bei Manövern. Direkt an den Entsendestaat gehen Ausgleichszahlungen für den Restwert von deren Investitionen in mittlerweile zurückgegebenen Standorten.